# Adults Only

Offizielles Logo

Adults Only ist eine Einstufung des Entertainment Software Rating Board (ESRB) in den USA. Diese Einstufung (kurz AO) entspricht einer Einstufung ab 18.

## AO in der Industrie
Bemerkbar macht sich die Tatsache, dass im Vergleich zu den anderen Einstufungen deutlich weniger AO-Einstufungen existieren. Dies hat einen besonderen Grund, da viele Entwickler häufig versuchen mindestens ein M also Mature (Einstufung ab 17) zu bekommen.
Auch dieser Versuch der Entwickler hat einen besonderen Grund: Viele Vertriebsketten in den USA wie z. B. Wal-Mart nehmen Spiele mit einer AdultsOnly-Einstufung nicht in ihr Sortiment.
Des Weiteren ist in der Firmenpolitik von Sony (Playstation 1–4) und Nintendo (Gamecube, Wii, DS, Wii U) vorgesehen, dass sie Spiele mit einer solchen Einstufung nicht für ihre Konsole veröffentlichen, und dies würde für viele Entwickler Verlust bedeuten.

## Beispiele
Eine Einstufung AO bekommen Spiele, wenn sie Pornographie oder besonders grauenhafte, menschenverachtende Gewaltdarstellung beinhalten.
Beispiel hierfür wäre Manhunt 2 (Entwickelt von Rockstar Games), welches in vielen Ländern wegen jener Gewaltdarstellung verboten wurde.
Hier mussten für die Wii sowie PSP- und PS2-Version des Spiels einige Gewaltfilter eingefügt werden, um eine Einstufung von AO auf M senken zu können, damit ihr Spiel über Sony und Nintendo vertrieben werden konnte.
Manhunt 2 (ungeschnittene PC-Fassung) wurde 2007 in Großbritannien verboten. Dies war das erste Mal seit 1997, dass dort ein PC-Spiel wegen eines Verbots nicht in den Handel kam. Ende 2007 erhielt das entschärfte Spiel in den USA nun doch eine Jugendfreigabe für Jugendliche ab 17.
In Grand Theft Auto: San Andreas, das ohnehin eher für Erwachsene gedacht war, führte ausgerechnet die Entdeckung des niederländischen Programmierers Patrick Wildenborg dazu, dass die US-amerikanischen „Moralwächter“ in Person des kalifornischen Kongressabgeordneten Leland Yee erfolgreich die Rückstufung auf den Adults-Only-Status forderte. Nach dem Hinzufügen des "Hot-Coffee-Mod"s konnte man nämlich „interaktive Sexszenen freischaltet, die von den Entwicklern offenbar deaktiviert wurden, bevor das Spiel in die Herstellung ging“. Daraufhin erfolgte eine Untersuchung durch die Federal Trade Commission (FTC) auf Initiative des republikanischen Abgeordneten Fred Upton per Mehrheitsbeschluss vom US-Repräsentantenhaus. In der Folge kam der Hersteller glimpflich davon, indem er sich neben der bereits erfolgten Bereitstellung von Software-Patches zur Deaktivierung der versteckten Szenen verpflichtete, die FTC bereits im Vorfeld zukünftig grundlegender zu informieren.
2009 kam Ikki Tousen: Shining Dragon für die PlayStation 2 in den Vereinigten Staaten nach dem Vorbild des gleichnamigen Mangas auf den Index. Im Gegensatz zu anderen Prügelspielen äußerte sich bei den weiblichen Spielfiguren der „Verletzungsgrad durch die stetig zunehmende Zerfetzung der Kleidung“.
Weitere Fälle sind Lula 3D des Herstellers Brave Soul, oder Mafia II.